# Plymouth Whalers
Plymouth Whalers – juniorska drużyna hokejowa grająca w OHL w dywizji zachodniej, konferencji zachodniej. Drużyna ma siedzibę w Plymouth w Stanach Zjednoczonych.
- Rok założenia: 1997–1998
- Barwy: granatowo-biało-zielono-srebrne
- Trener: Mike Vellucci
- Manager: Mike Vellucci
- Hala: Compuware Sports Arena

## Osiągnięcia
- Bumbacco Trophy: 1999, 2000, 2001, 2002, 2003, 2006, 2007, 2012, 2013
- Hamilton Spectator Trophy: 1999, 2000, 2002
- Wayne Gretzky Trophy: 2000, 2001, 2007
- J. Ross Robertson Cup: 2007